# Robert Gordon (musicista)
Robert Gordon (IPA: [ˈɹɒbəɹt ˈɡɔɹdn]; Bethesda, 29 marzo 1947 – Salamanca, 18 ottobre 2022) è stato un cantante, musicista e attore statunitense.

## Discografia
- 1977 – Robert Gordon with Link Wray
- 1978 – Fresh Fish Special (con Link Wray)
- 1979 – Rock Billy Boogie
- 1979 – Live From The Paradise, Boston, Mass. 3/22/79
- 1980 – Bad Boy
- 1981 – Are You Gonna Be The One
- 1994 – All for The Love of Rock 'N' Roll
- 1997 – Robert Gordon
- 2004 – Satisfied Mind
- 2005 – Wild Wild Women, Live (con Link Wray)
- 2006 – Robert Gordon & Chris Spedding Rockin' The Paradiso
- 2007 – It's Now or Never
- 2014 – I'm Coming Home